# Roger Vangheluwe
Roger Joseph Vangheluwe (n. Roeselare, Bélgica, 7 de noviembre de 1936) fue el XXV obispo de Brujas (1984-2010). Dimitió el 24 de abril de 2010 después de que su sobrino lo denunciara por abuso sexual durante los años 1980.

## Biografía
Roger Vangheluwe estudió matemáticas, filosofía y teología en la Universidad Católica de Lovaina. Fue ordenado presbítero por su predecesor Emiel-Josef Desmedt, obispo de Brujas en 1963. Trabajó en escueles católicas, en parroquias y como preboste de obras sociales de su iglesia. De 1968 a 1984 fue docente en el seminario de Brujas. De 1977 a 1984 fue secretario del vicariato Centrum, que comprende los municipios de Izegem, Roeselare, Staden y Tielt.
El 19 de diciembre de 1984 el papa Juan Pablo II lo nombró obispo de Brujas. El cardenal Godfried Danneels lo ordenó el 3 de febrero de 1985. Obtuvo diversos mandatos: presidente de la comisión del diaconado, referendario de la obra Caritas Católica de Flandes, la red Rechtvaardigheid en vrede (trad.: Justicia y paz), la federación de las romerías del Benelux y de la Comisión de los servicios cristianos al turismo y pax Christi Flandes. También viajó mucho para visitar a los misioneros de la provincia de Flandes Occidental en América Latina, África y Asia. Dos temas lo preocuparon oficialmente: la espiritualidad y la atención a la pobreza. Durante su mandato publicó unas obras en temática pastoral y litúrgica, que tuvieron un cierto éxito en su diócesis. Hasta su dimisión, fue muy estimado por los creyentes de su diócesis, por su sencillez, un cierto populismo y su crítica prudente de la actitud antifeminista de la Curia Romana.

## Dimisión por razones de abuso sexual
En la noche del 19 de abril de 2010, miembros de su familia enviaron un correo electrónico a los obispos belgas para denunciar que Vangheluwe abusó de uno sus sobrinos durante años, antes y después de su ordenación de obispo. A pesar de diversos encuentros anteriores, a los cuales su familia lo incitó a dimitir, no se rindió y prefirió continuar su carrera. La discrepancia entre sus actos y sus ideas se manifestaron aún poco antes de su dimisión: el mismo 19 de abril dio un curso en la facultad de teología de la Universidad Católica de Lovaina. Interpelado por un estudiante, en cuanto a la manera de explicar los escándalos de pedofilia en la Iglesia católica, respondió: «Ya lo sé que hay mucho de dolor en la Iglesia y para la Iglesia. […] La opinión de la Iglesia sobre la sexualidad y del matrimonio perturba. Nos duele que cosas como estas pasen en nuestra familia, pues la Iglesia es nuestra familia. […] A pesar de todo esto hay muchas razones para estar orgulloso y feliz dentro de la Iglesia. […]» Cuando otro estudiante le pidió un consejo de cómo debía de responder durante las clases de religión a los alumnos perturbados para la actualidad dijo: «Da asco. Es un escándalo. Pero no es el único problema. No hemos de olvidar que hay artículos publicados que muestran que la pedofilia es mucho más rara en la Iglesia católica que en otras instituciones.»
El obispo Vangheluwe emitió un comunicado el 22 de abril de 2010 en el que confesaba que antes y durante su mandato de obispo abusó de un sobrino suyo que era muy pequeño cuando se produjeron los abusos criminales. El 29 de abril, se manifestó que hay una segunda víctima de abuso, éste también en el seno de la familia del obispo caído.
Al día siguiente, el primado de Bélgica, André-Joseph Léonard, lo confirmó durante una conferencia de prensa. La justicia civil abrió una encuesta. El papa  Benedicto XVI confirmó la dimisión en menos de 24 horas, hecho extraordinario en la historia de la iglesia católica, un récord de velocidad según el diario Hamburger Abendblatt. Vangheluwe sería el primer obispo católico que tuvo que dimitir al haber cometido el mismo delito de pedofilia. Los obispos en los Estados Unidos y en Irlanda tuvieron que hacerlo porque escondieron delitos de sus subordinados y descuidaron el proteger a las víctimas.
Como los hechos de delito contra la liberdad sexual conocidos son prescritos según el derecho penal belga, en el estado actual, no hay consecuencias civiles ni penales. Vangheluwe tuvo que retractarse en la Abadía de West-Vleteren en espera de la sanción según el derecho canónico. Bajo la presión popular, el 11 de septiembre de 2010, tuvo que dejar la abadía para un destino desconocido. La indignación crecía debido a la pasividad y al silencio de Joseph Ratzinger y de los obispos belgas, que parecían más preocupados por las consecuencias financieras para su instituto que por el sufrimiento de las víctimas. La fiscalía de Brujas abrió una encuesta para verificar si el obispo no cometió otros hechos incriminables, ya que parece que el obispo solamente confesó un crimen, y cometió al menos un segundo, con otro miembro de su familia.
La confesión tardía del antiguo obispo de Brujas desencadenó una ola de denuncias de crímenes de pederastia dentro de la iglesia católica belga. En pocos días, más de cuarenta clamores han llegado a la comisión instaurada para el episcopado belga, que no quiere revelar detalles, «por razones de confidencialidad». La llamada a la creación de una comisión de investigación pública, independiente de la iglesia según el ejemplo alemán era fuerte. Según el episcopado español, los casos de curas «son ínfimos, aunque rechazables»
En 2012, la Iglesia belga decidió impartir «cursos antipedofilia» a sus seminaristas «para no recaer» en los pecados del pasado. A pesar de eso, la animación pública sobre la persona de Vangheluwe continuó exaltando a la población, sobre todo cuando en mayo de 2013, el semanario católico flamenco Kerk en Leven congratuló a Vangheluwe por su jubileo. El redactor jefe se excusó diciendo que tenía toda la responsabilidad, pero no obstante a eso, «no puede verlo todo».

## Otros proyectos
- Wikimedia Commons alberga una categoría multimedia sobre Roger Vangheluwe.